# مارك أونيل
مارك أونيل (بالإنجليزية: Mark O'Neill)‏ (5 مارس 1959 في أستراليا - ) هو لاعب كريكت أسترالي. لعب مع فريق جنوب ويلز الجديد للكريكت ‏ وفريق غرب أستراليا للكريكت ‏.

## وصلات خارجية
- مارك أونيل على موقع إي آس بي آن كريك إنفو (الإنجليزية)